# Skalka (district de Prostějov)
Pour les articles homonymes, voir Skalka.
Skalka (en allemand : Strerowitz) est une commune du district de Prostějov, dans la région d'Olomouc, en République tchèque. Sa population s'élevait à 274 habitants en 2023.

## Géographie
Skalka se trouve à 7,3 km au nord-nord-ouest de Němčice nad Hanou, à 9 km au sud-est de Prostějov, à 22 km au sud-sud-ouest d'Olomouc et à 212 km à l'est-sud-est de Prague.
La commune est limitée par Čelčice au nord et à l'est, par Pivín au sud, et par Výšovice à l'ouest.

## Histoire
La première mention écrite de la localité date de 1550.

## Galerie

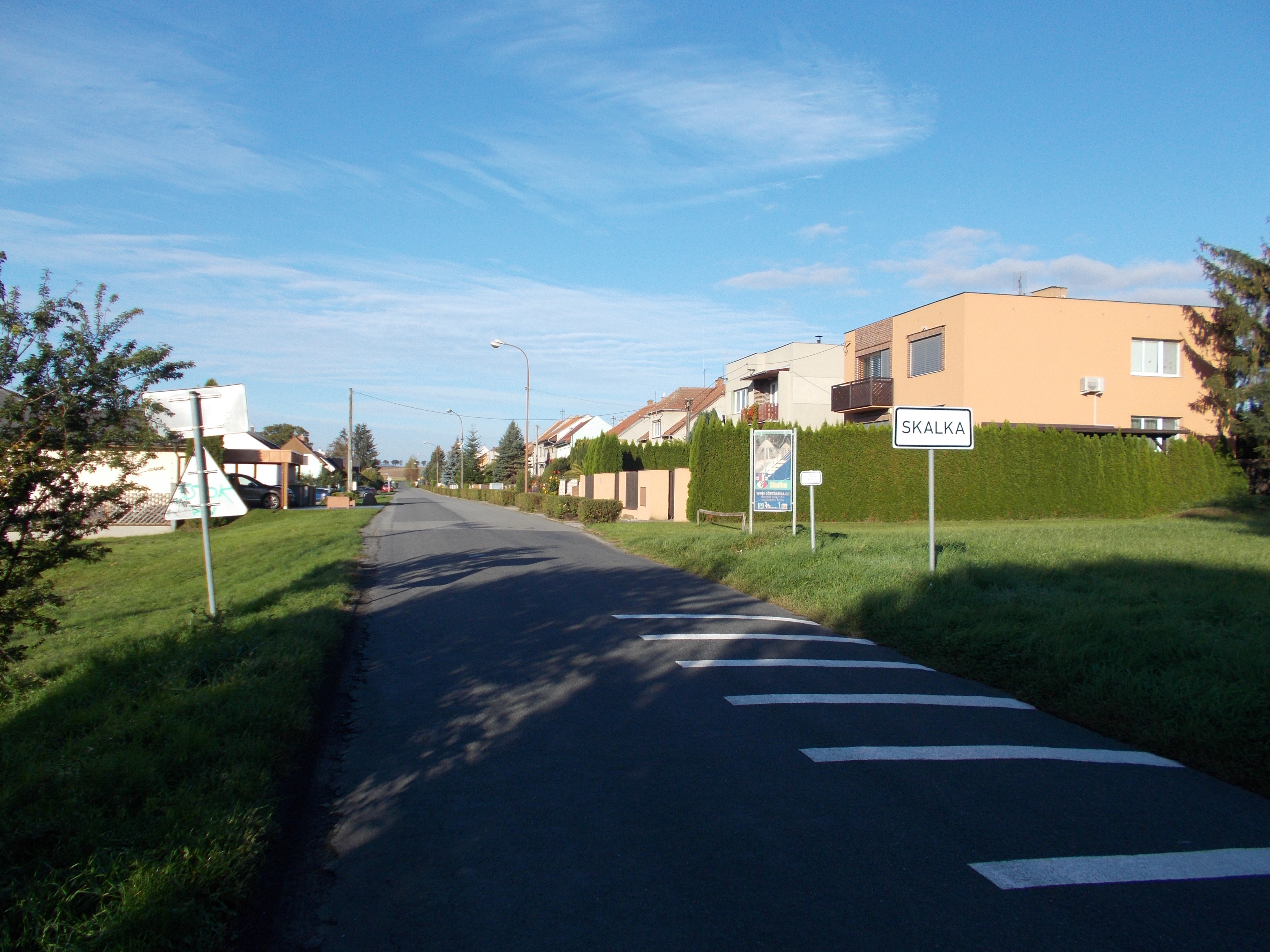
Entrée du village.
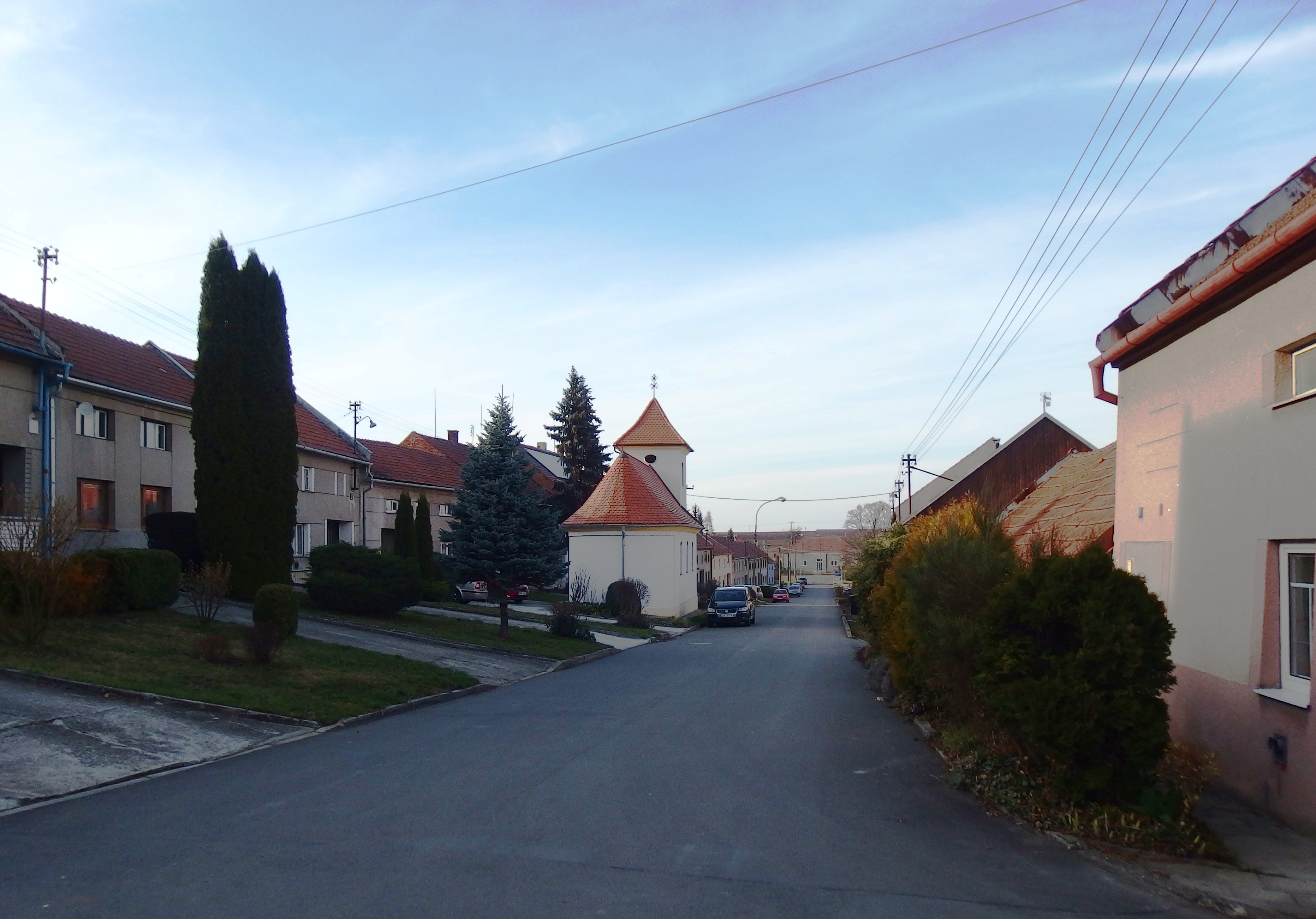
Skalka : rue principale.

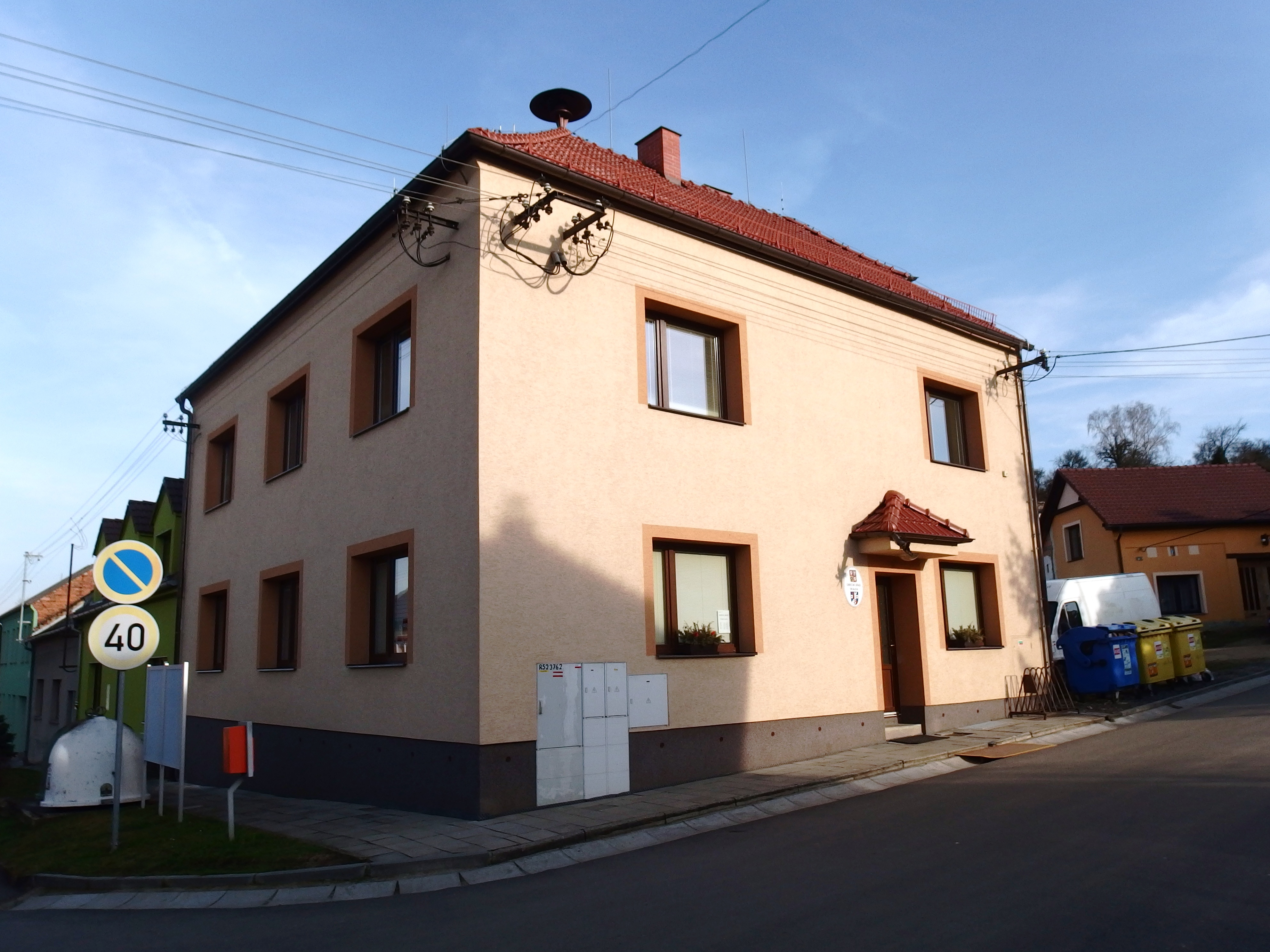
Skalka : la mairie.
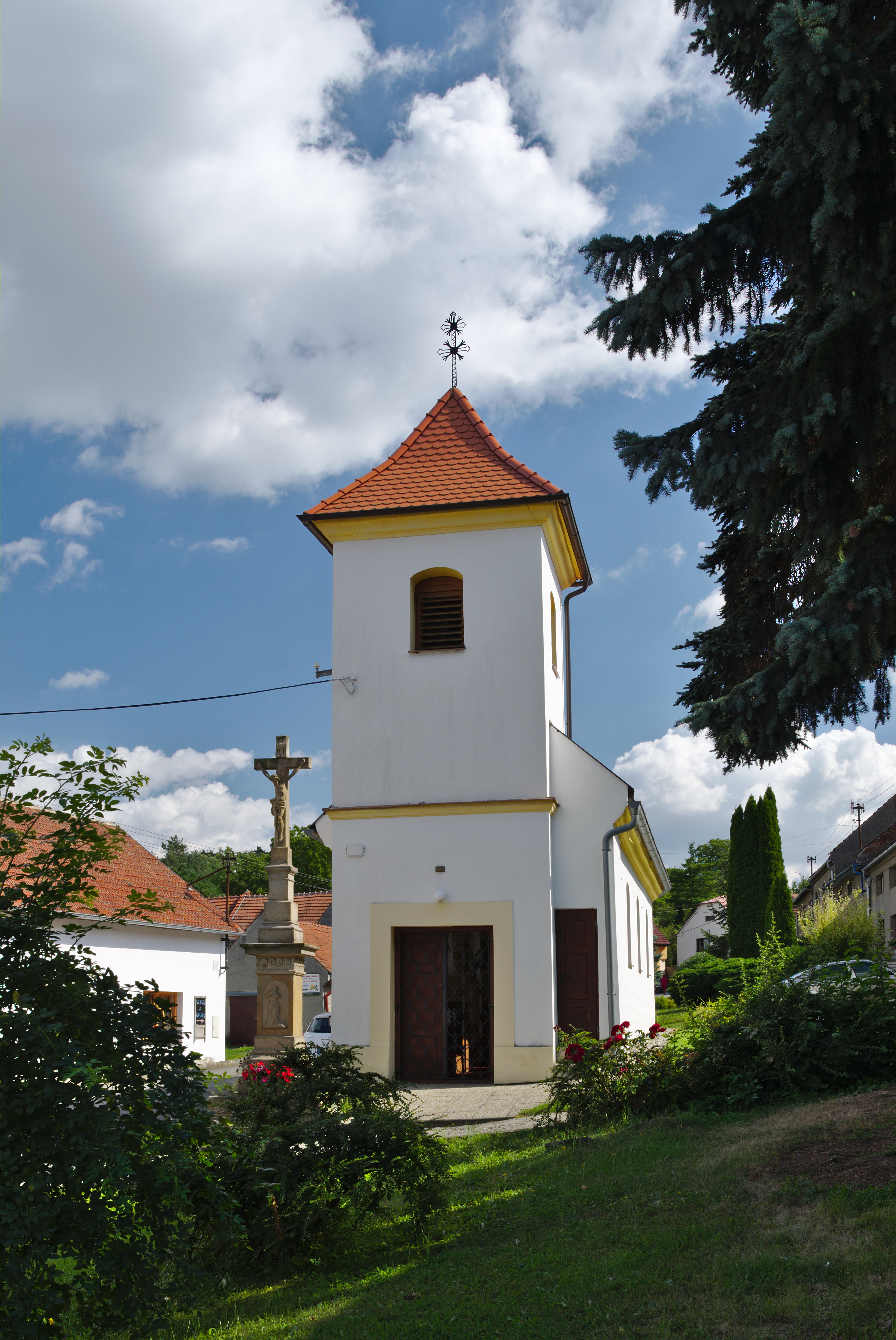
Chapelle Saint-Jean-Baptiste.

## Transports
Par la route, Skalka se trouve à 10 km de Prostějov, à 28 km d'Olomouc et à 263 km de Prague.